# Varezjka
Varezjka (russisk: Варежка) er en sovjetisk animationsfilm fra 1967 af Roman Katjanov.